# Tynningö
Tynningö är en ö och sedan 2015 en tätort vid Södra Vaxholmsfjärden, strax söder om Vaxholm i Stockholms inre skärgård. Ön tillhör Vaxholms kommun. Tynningö trafikeras med reguljär skärgårdstrafik från Vaxholm och Strömkajen i Stockholm samt en bilfärja i Trafikverkets regi mellan östra Tynningö och Norra Lagnö (Tynningöleden).

## Historia
Vid stenålderns slut, cirka 3 500 år sedan, stack ett antal kobbar upp bland dyningarna till vad som skulle bli dagens Tynningö. Namnet Tynningö kan ha uppstått redan på vikingatiden. Platsen benämndes Thyninge första gången 1322 i en köpehandling som bevittnades av en Karl från Thyninge. Senare fick Stockholms borgare ön som tack för att en stadsport öppnades för Engelbrekt 1436, så att han kunde inta Stockholm från danskarna.
Gåvan bekräftades av Gustav Vasa år 1529 som likafullt gav bort ön till Jöns på Tinningha 1545. Gustav Vasa återtog ön 1551 varefter ön blev kungsladugård under en kort tid. Erik XIV införde begreppet säteri och 1560 fick Jakob Bagge Tynningö. Han var amiral och slog en dansk flotta vid Bornholm. Under 1600- och 1700-talet skiftade ön ägare flera gånger. En flygel av Tynningö säterigård finns kvar från tidigt 1700-tal. 1744 fungerade Mårten Kling som öns befattningsman. Hans namn lever vidare i namnet "Klingens Kärr" (hållplats 7), vilket han lät utdika.
På 1800-talet styckades ön i mindre bondejordbruk. Betesmarken utökades. Säden maldes på våren. Då var tillgången på rinnande vatten som störst. På våren sänkte bönderna nivån på den insjö som låg vid nuvarande betesängar (vid slalombacken) genom att låta vattnet forsa ut i Saltsjön vid Åkeshov. Strömmarna drev kvarnstenarna. Dessa ligger ännu kvar och området kallas för Kvarntäppan. Ett brett och långt dike grävdes också så att vatten kunde rinna ut i insjön Stora Maren. Ny och bördig åkermark kunde därefter brukas. Den djupa och breda utdikningen finns kvar på flera ställen. Det pågick jordbruksverksamhet på ön till 1980-talet.
I början av 1900-talet styckades delar av Tynningö i mindre tomter. Fastigheterna såldes till sommargäster som tog sig till Tynningö med ångbåt. Under 1920- och 30-talen besökte många barn och ungdomar Tynningö varje sommar på Dagens Nyheters "dag-kollo" vid Snickarbacken och Sunnerdalska stiftelsen som ägde hus vid Norra Tynningö brygga.
Vägarna var smala, krokiga och backiga. För många av de barn som gick i skola på Tynningö i början av seklet var skolvägen lång. Barnen fick gå ett par kilometer från Östra Tynningö och rodde sedan över Maren och tog sig sedan genom alkärret och betesängarna fram till Norra Tynningö. Först på 1940-talet byggdes landsvägen på Tynningö av en beredskapsstyrka stationerad på Bergsholmen. På 1950-talet blev det väg fram till Norra Tynningö brygga.
Det har funnits flera lanthandlar på Tynningö, Johanssons på Höganäs och Norra Tynningö, Janssons i Marsviken, samt en lanthandel på östra Tynningö. 1951 slutade lanthandeln att expediera över disk och införde Tynningö självköp, som därmed var en av de första snabbköpsaffärerna i Sverige. 
2021 öppnades en självbetjäningsbutik (Tynningö Lifvs) på Tynningö av två familjer på ön.

### Befolkningsutveckling
| Befolkningsutvecklingen i Tynningö 1990–2023                                                                                          | Befolkningsutvecklingen i Tynningö 1990–2023 | Befolkningsutvecklingen i Tynningö 1990–2023 | Befolkningsutvecklingen i Tynningö 1990–2023 | Befolkningsutvecklingen i Tynningö 1990–2023 |
| --- | -------------------------------------------- | -------------------------------------------- | -------------------------------------------- | -------------------------------------------- |
| |                                              |                                              |                                              |                                              |
| År |                                              |                                              | Folkmängd                                    | Areal (ha)                                   |
| 1990 | 1990                                         |                                              | 173                                          | 370##                                        |
| 1995 | 1995                                         |                                              | 241                                          | 370#                                         |
| 2000 | 2000                                         |                                              | 348                                          | 370#                                         |
| 2005 | 2005                                         |                                              | 425                                          | 366#                                         |
| 2010 | 2010                                         |                                              | 420                                          | 366#                                         |
| 2015 | 2015                                         |                                              | 380                                          | 463                                          |
| 2020 | 2020                                         |                                              | 353                                          | 459                                          |
| 2023 | 2023                                         |                                              | 332                                          | 462                                          |
| Anm.: Ny småort 1995. Ny tätort 2015. # Som småort. ## Befolkningen 31 december 1990 inom det område som avgränsades som småort 1995. |                                              |                                              |                                              |                                              |

## Bilder

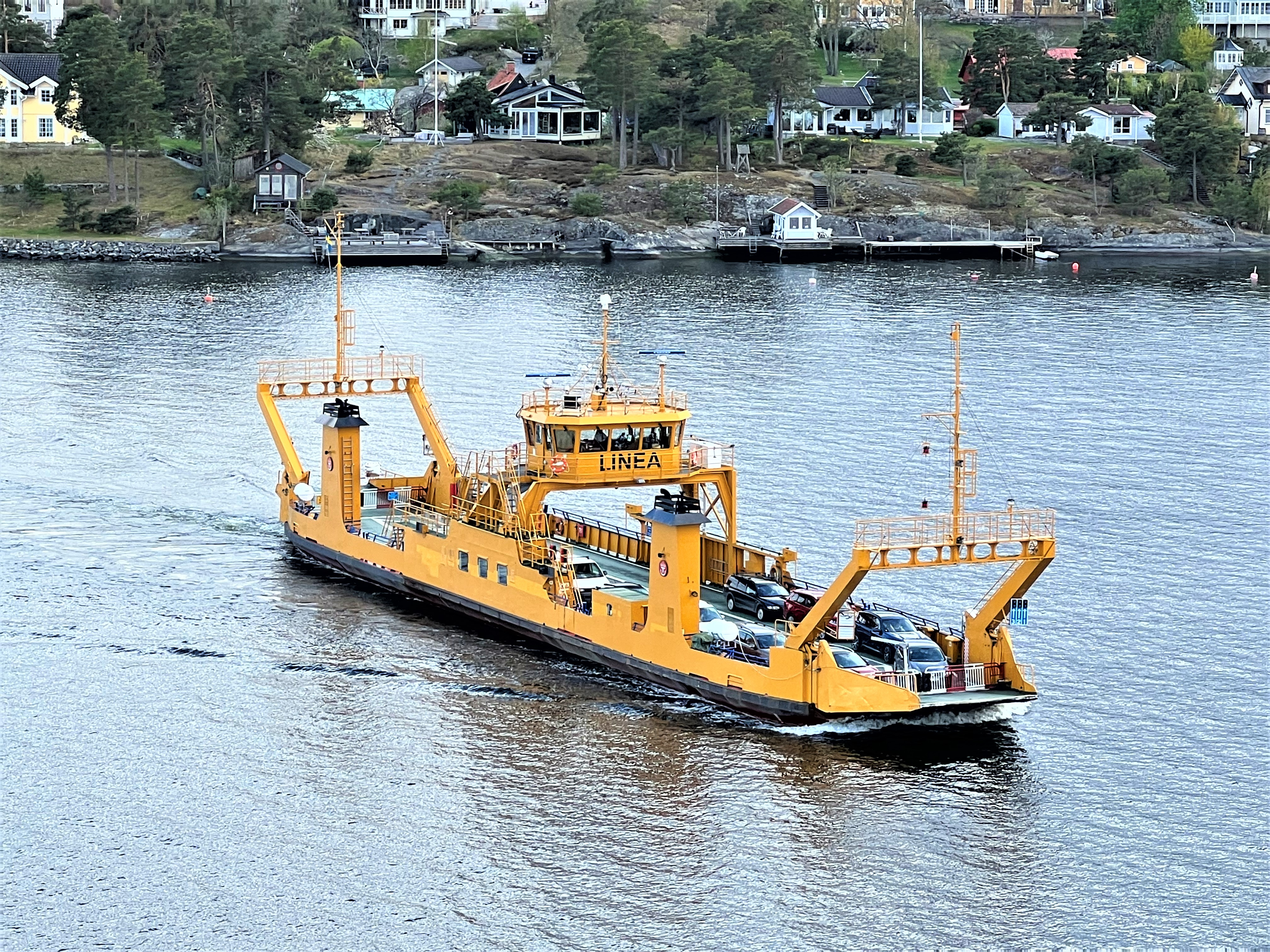
M/S Linea på Tynningöleden, mellan Tynningö och Norra Lagnö.
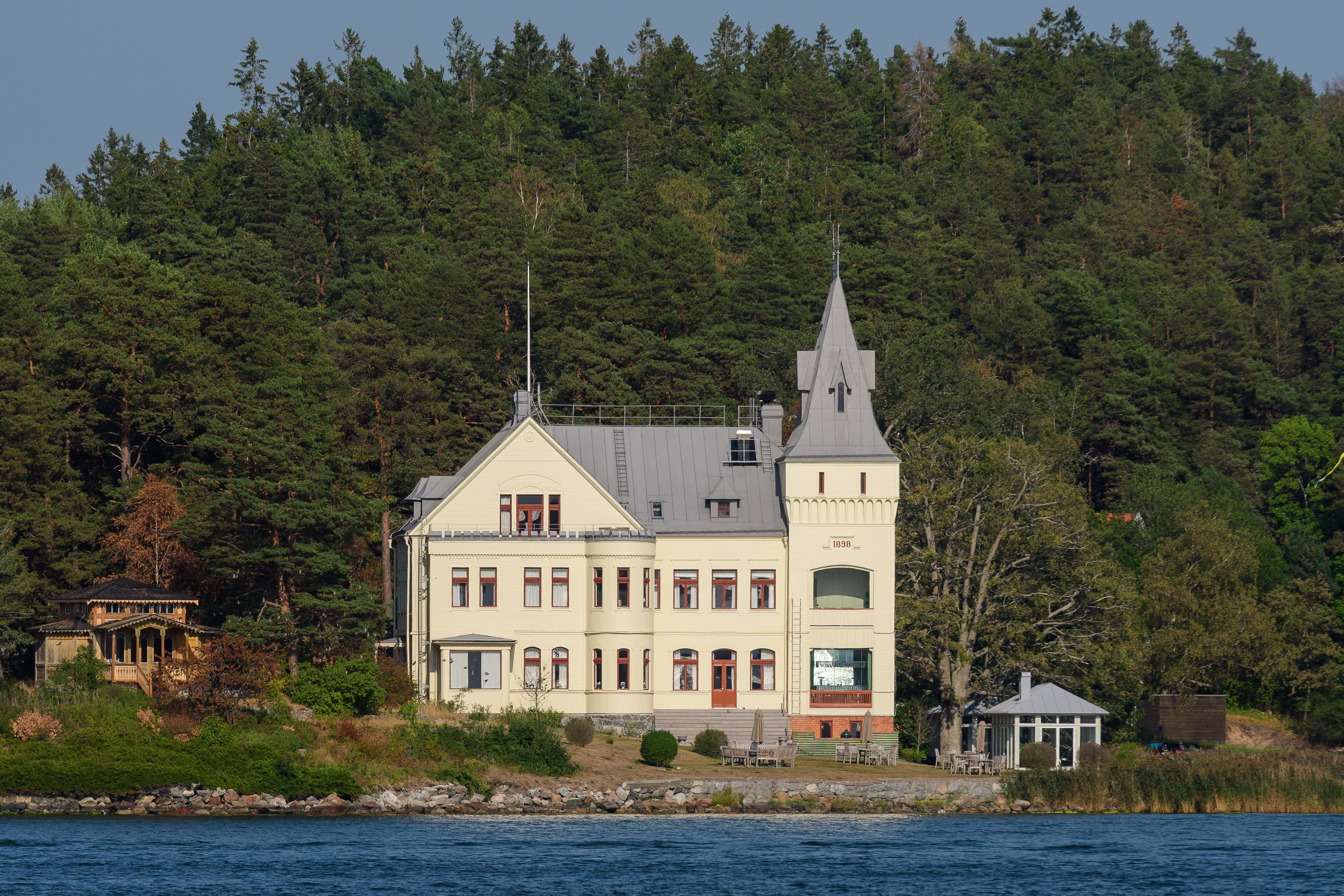
Villa Björkudden, ursprungligen förvaltningsbyggnad för Stockholmutställningen 1897 och flyttad till ön 1898.
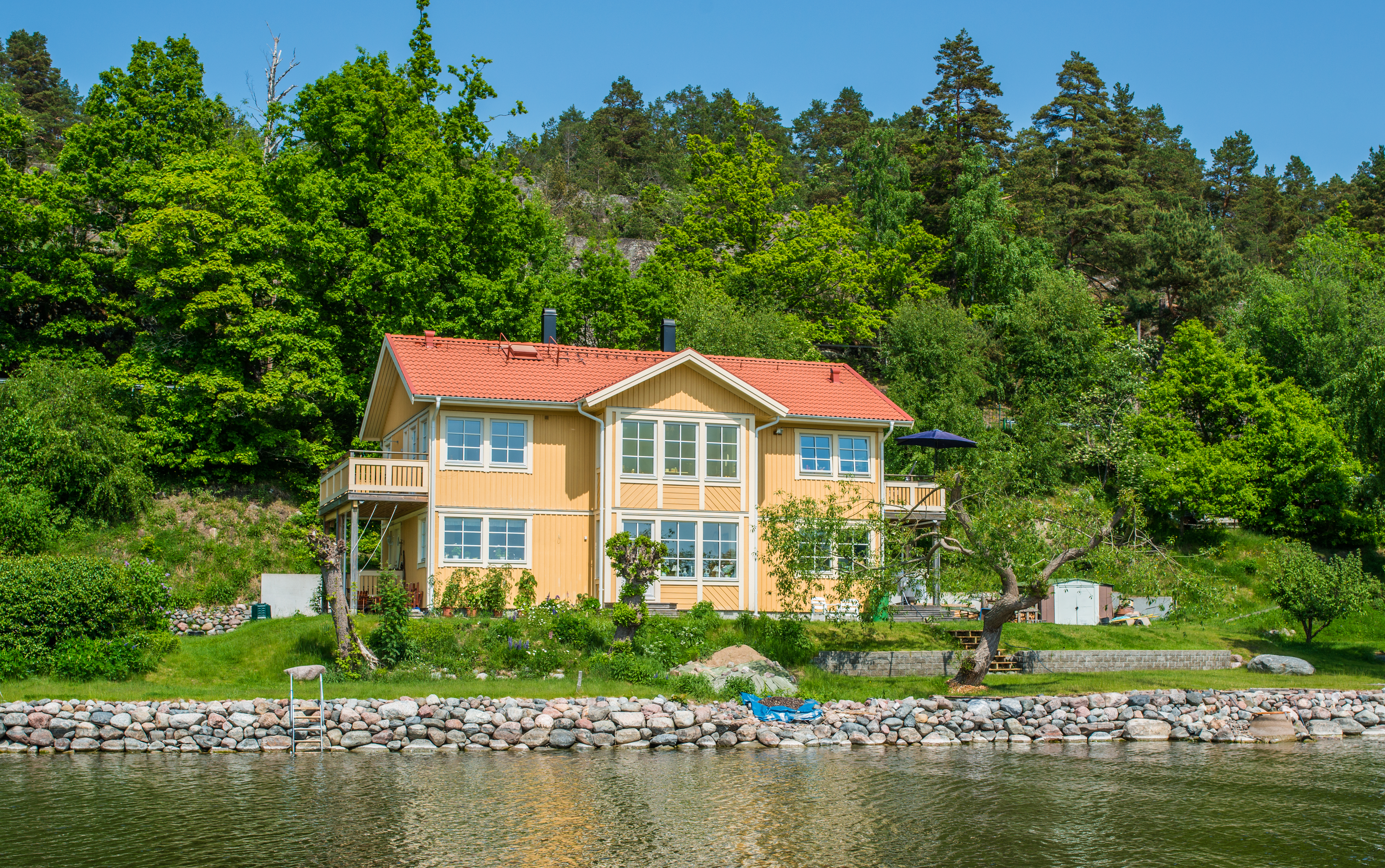
Sommarhus på Tynningö.
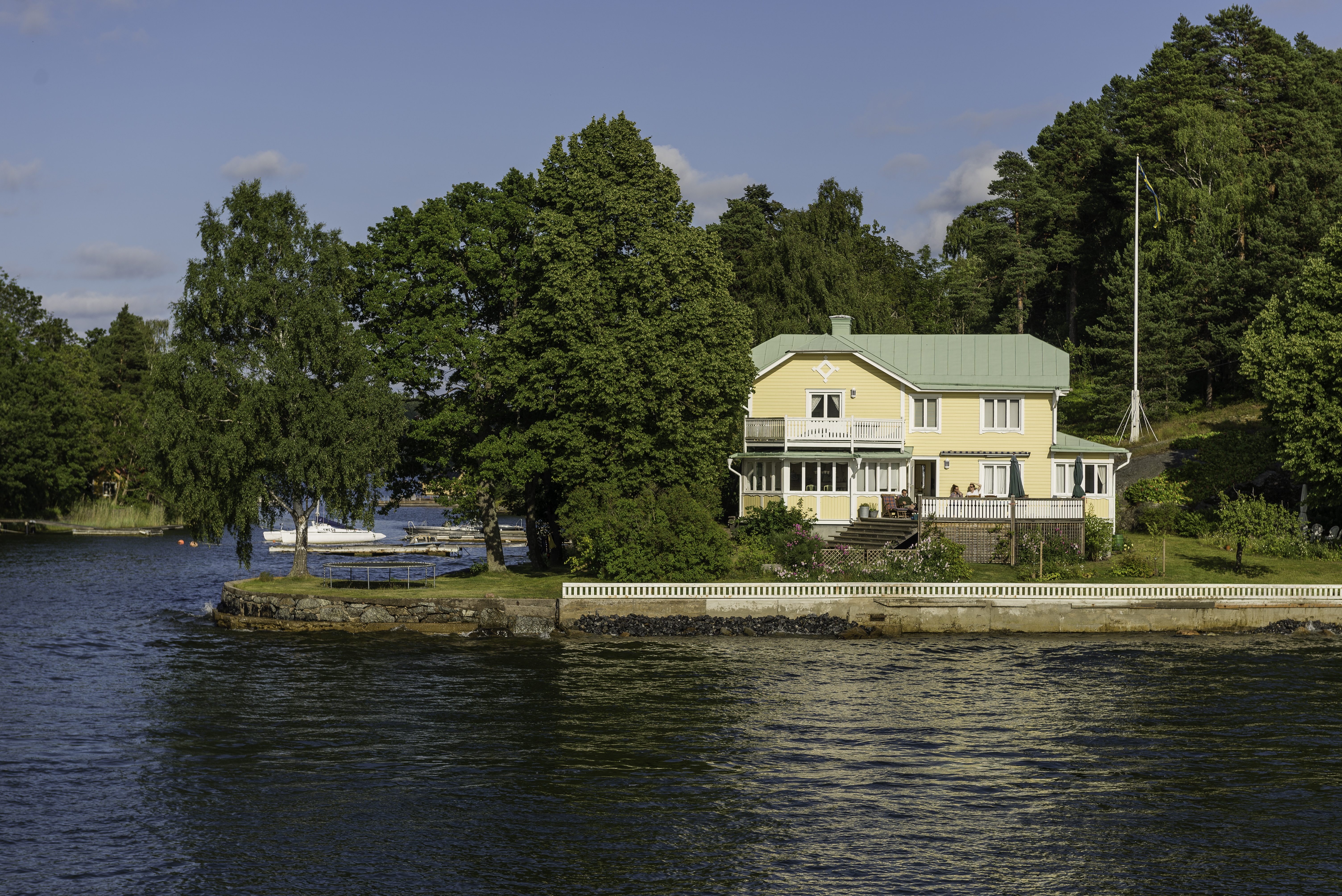
Sommarhus på Tynningö.